# Grèzes (Lozère)
Grèzes – miejscowość i gmina we Francji, w regionie Oksytania, w departamencie Lozère.
Według danych na rok 1990 gminę zamieszkiwało 235 osób, a gęstość zaludnienia wynosiła 14 osób/km² (wśród 1545 gmin Langwedocji-Roussillon Grèzes plasuje się na 680. miejscu pod względem liczby ludności, natomiast pod względem powierzchni na miejscu 475.).

## Populacja

Populacja Grèzes w latach 1962–2008